# Ginkgo gardneri
Ginkgo gardneri — вимерлий вид гінкго родини Ginkgoaceae з палеоцену Ардтун-Хед, острів Малл, Шотландія, описаний у 1936 році Рудольфом Флоріном. Цей вид дуже близький до G. biloba, єдиного живого виду роду Ginkgo.